# Charles Jones (Komponist)
Charles Jones (* 21. Juni 1910 in Tamworth, Ontario, Kanada; † 6. Juni 1997 in New York City) war ein US-amerikanischer Komponist kanadischer Herkunft.

## Leben und Wirken
Jones studierte an der Juilliard School of Music sowie bei Aaron Copland. Von 1939 bis 1944 wirkte er als Lehrer am Mills College in Oakland, Kalifornien, und von 1954 bis 1961 an der Juilliard School. Zu seinen Schülern zählten unter anderem Webster A. Young, Harry Lamott Crowl, Murray Adaskin und David Macdonald. 
Jones komponierte mehrere Sinfonien, Hymnen und Suiten, eine Allegorie und eine Cassation für Orchester, ein Konzert für vier Violinen und Orchester, kammermusikalische Werke, Klavierstücke, Kantaten und einen Liederzyklus.